# Угур Кивилџим
Угур Кивилџим (тур. Uğur Kıvılcım; Истанбул 5. септембар 1942 —27. новембар 2018) била је турска позоришна и филмска глумица. На сцени се појавила са осам година, а као дете је играла у неколико филмова. Радила је у Истанбулском градском позоришту а упоредо је играла на филмовима и серијама.
Била је у браку са глумцем Семихом Сазерлијем, до његове смрти 1980. године. Из тог брака добила је ћерку Кивилчим 1967. године. Угур је преминула 27. новембра 2018. године у седамдесет шестој години живота. Сахрањена је на гробљу Валиде султаније у Чекмекој, у азијском делу Истанбула.